# 实质民主
实质民主指称一种选举结果代表民意并对此负责的的民主，换言之，即指一种为被统治者的利益行使权力以为其谋福利的民主。虽然一个国家可能允许所有适龄公民参与投票，但这并不意味着就是实质民主国家。强调民主的目标、内容、主体与价值，因而也被称为实体民主。它倾向于从国体的角度阐释民主的含义，旨在确立人民当家作主的地位。
在一个实行实质民主的国家，一般民众在政治事务中发挥着举足轻重的作用，意即国家不仅仅是作为一个民主国家而建立起来的，而且也是作为一个民主国家发挥其作用和功效。这种民主也可以称为职能民主。迄今为止，尚未有一个真正实行实质民主的国家。
与实质民主相对的形式民主（又译作程序民主），此种民主政体指称存在民主的相关形式，但实际上运行和管理起来并不民主。

## 程序民主
从程序与过程角度而言，民主分为程序民主与实质民主，实质民主主要体现价值理性的诉求，是一种理想主义民主观；而程序民主要体现工具理性的诉求，是一种现实主义民主观。但二者联系甚密。从法理学角度而言，民主，既需要程序民主，更需要实质民主。前中华人民共和国国务院总理温家宝认为，“没有程序的民主，就没有实质的民主”，在某种程度上，程序民主还可以促进实质民主。